# أحمد فاضل (لاعب كرة قدم قطري)
أحمد فاضل لاعب كرة قدم قطري، ولد في (7 أبريل 1993) ، يلعب لصالح نادي الوكرة في دوري نجوم قطر .

## مسيرة اللاعب
أحمد فاضل خريج أكاديمية أسباير ومثل منتخبات قطر السنية و لعب في نادي الوكرة ونادي قطر.

## روابط خارجية
- أحمد فاضل على موقع قاعدة بيانات كرة القدم.إي يو (الإنجليزية)
- أحمد فاضل على موقع Soccerway.com (الإنجليزية)
- أحمد فاضل على موقع عالم كرة القدم.نت (الإنجليزية)